# Hubert Hammerer
Hubert Hammerer (10. září 1925, Egg – 24. března 2017, Egg) byl rakouský sportovní střelec. Na olympijských hrách v Římě roku 1960 získal zlatou medaili ve střelbě z pušky na 300 metrů a tři pozice. Na olympiádě v Tokiu roku 1964 byl vlajkonošem rakouské výpravy na zahajovacím ceremoniálu. Byl též mistrem Evropy z roku 1958. Měl 43 titulů mistra Rakouska.
Civilním povoláním byl tesařem a toto povolání mu zabránilo zúčastnit se olympiády v Helsinkách roku 1952, neboť těsně před vrcholnou soutěží přišel při práci s frézou o palec. Navzdory tomuto handicapu se nakonec dostal ve střelbě mezi světovou špičku. I jeho otec Kaspar Hammerer (1889–1960) byl ve 30. letech 20. století mezinárodně úspěšným sportovním střelcem. Sám Hubert Hammerer začal střílet ve 12 letech. Závodní kariéru ukončil v roce 1966 a pracoval pak jako tesař a majitel obchodu se zbraněmi v Eggu v Bregenzerwaldu. V roce 1974 mu byl udělen Čestný odznak Za zásluhy o Rakouskou republiku.